# Liste der Monuments historiques in Raedersdorf
Die Liste der Monuments historiques in Raedersdorf führt die Monuments historiques in der französischen Gemeinde Raedersdorf auf.

## Liste der Objekte
| Bezeichnung                   | Beschreibung | Standort                         | Kennzeichnung | Schutzstatus   | Datum     | Bild |
| ----------------------------- | --- | -------------------------------- | ------------- | -------------- | --------- | ---- |
| Orgel                         | Ensemble aus PM68000925 und PM68000926 | in der Kirche St-Étienne (Lage)  | PM68000924    | Inscrit Classé | 1998 2000 |      |
| Orgelprospekt                 | um 1768 für das Kloster Lützel gebaut, 1865 in Raedersdorf eingebaut | in der Kirche St-Étienne (Lage)  | PM68000925    | Inscrit        | 1998      |      |
| Instrumentalteil der Orgel    | um 1768 für das Kloster Lützel gebaut, 1865 in Raedersdorf eingebaut | in der Kirche St-Étienne (Lage)  | PM68000926    | Classé         | 2000      |      |
| Ziborium                      | Silber, vergoldet, um 1810 | in der Kirche St-Étienne (Lage)  | PM68001301    | Inscrit        | 1998      |      |
| Gemälde Mariä Himmelfahrt     | Ölfarbe auf Leinwand, 18. oder 19. Jahrhundert | in der Kapelle Mariabrunn (Lage) | PM68001153    | Inscrit        | 1989      |      |
| Chorbänke und Wandverkleidung | Eichenholz, 1713 für das Kloster Lützel gebaut; nach 1789 in Raedersdorf eingebaut, 1895 verändert                                                                        | in der Kirche St-Étienne (Lage)  | PM68001265    | Inscrit        | 2000      |      |
| Hauptaltar                    | Altartisch, Retabel, Tabernakel, Exposition und elf Skulpturen; Eichenholz, farbig gefasst und vergoldet, 1895                                                            | in der Kirche St-Étienne (Lage)  | PM68001458    | Inscrit        | 1995      |      |
| Wendelinusaltar               | rechter Seitenaltar; Altartisch, Retabel und Gemälde; Holz und Stuck, farbig gefasst und vergoldet, sowie Ölfarbe auf Leinwand, um 1811, Gemälde von Jean-Jacques Bulffer | in der Kirche St-Étienne (Lage)  | PM68000546    | Classé         | 1991      |      |
| Hauptaltar                    | Altartisch, Retabel, Gemälde und Skulptur; Holz, farbig gefasst und vergoldet, sowie Ölfarbe auf Leinwand, Gemälde 1757 von Mathias Jehl                                  | in der Kapelle Mariabrunn (Lage) | PM68000547    | Classé         | 1991      |      |
| Kelch                         | Silber und Kupfer, versilbert und vergoldet, um 1800 | in der Kirche St-Étienne (Lage)  | PM68001457    | Inscrit        | 1995      |      |
| Marienaltar                   | linker Seitenaltar; Altartisch, Retabel und Gemälde; Holz und Stuck, farbig gefasst und vergoldet, sowie Ölfarbe auf Leinwand, um 1811, Gemälde von Jean-Jacques Bulffer  | in der Kirche St-Étienne (Lage)  | PM68000545    | Classé         | 1991      |      |